# Acquitté
Pour l’article homonyme, voir Acquittement (droit).
Acquitté (Frikjent) est une série télévisée norvégienne créée par Anna Bache-Wiig et Siv Rajendram Eliassen, et diffusée depuis le 2 mars 2015 sur TV 2.
En France, elle est diffusée depuis le 7 novembre 2015 sur Canal+ Séries, et au Québec, depuis le 1er juin 2017 sur Télé-Québec. Elle reste inédite dans les autres pays francophones.

## Synopsis
Accusé puis acquitté du meurtre de sa petite amie, Aksel Nilsen (Nicolai Cleve Broch), haut placé dans une entreprise d'investissements chinoise, revient dans son village natal norvégien après vingt ans d'absence afin de sauver de la faillite la principale entreprise locale, SolarTech. La dirigeante de cette dernière, Eva Hansteen (Lena Endre), est la mère de la victime et n'a jamais accepté l'acquittement de Nilsen.

## Distribution
- Nicolai Cleve Broch : Aksel (Nilsen) Borgen
- Lena Endre : Eva Hansteen
- Ingar Helge Gimle : William Hansteen
- Anne Marit Jacobsen : Mai-Britt Nilsen
- Tobias Santelmann : Erik Nilsen
- Synnøve Macody Lund : Tonje Sandvik
- Elaine Tan : Angeline Borgen
- Fridtjov Såheim : Svein Eriksen
- Henrik Rafaelsen : Lars Hansteen
- Ellen Dorrit Petersen : Inger Moen Hansteen
- Susanne Boucher (no) : Helene Hansteen
- Mathias Romano : Tim Borgen

## Épisodes

### Première saison (2015)
1. De retour au pays (Hjemkomsten)
2. Une étrange découverte (Kampen)
3. Fragmentation (Splittelsen)
4. Divulgation (Avsløringen)
5. Secrets de famille (Tvilen)
6. Reconstruction (Rekonstruksjonen)
7. Mauvaise piste (Oppgjøret)
8. Attirance (Flukten)
9. Malhonnêteté (Løgnen)
10. Vérité tragique (Sannheten)

### Deuxième saison (2016)
1. Les aveux (Tilståelsen)
2. La menace (Motivet)
3. La conspiration (Konspirasjonen)
4. Révélations (Avsløringen)
5. Père contre fils (Dommen)
6. La traque (Jakten)
7. Trahison (Sviket)
8. Coupable (Morderen)